# Abbas Gharabaghi
Abbas Karim Gharabaghi, né le 9 février 1918 à Tabriz et mort le 13 ou le 14 octobre 2000, à Paris est un officier général iranien, ultime chef d’état-major des forces armées impériales et commandant en chef adjoint de l’armée sous le règne de Mohammad Reza Pahlavi, dernier chah d’Iran.
Il figure parmi les rares hauts dignitaires militaires épargnés par le Conseil révolutionnaire islamique après la chute du régime. À l’instar d’Hossein Fardust, il œuvre à maintenir l’armée dans une posture de neutralité lors des événements révolutionnaires, bien que des spéculations aient persisté quant à ses liens supposés avec les services de renseignement étrangers et les nouvelles autorités insurgées. 

## Biographie
Abbas Gharabaghi est né à Tabriz, issu d'une famille d’ascendance azerbaïdjanaise,. Il occupa les fonctions de commandant de la gendarmerie impériale jusqu’en 1979. À la faveur de la révolution iranienne de 1978, des officiers supérieurs tels que Hassan Toufanian et Amir Hossein Rabii envisagèrent d’orchestrer un coup d’État afin de rétablir l’ordre dans le pays. Toutefois, ce projet avorta en raison du manque de soutien au sein de l’état-major, notamment de la part de Gharabaghi lui-même.
Abbas Gharabaghi fut désigné à la charge de chef d’état-major des forces armées impériales iraniennes le 7 janvier 1979. Sa mission consistait à préserver les institutions monarchiques durant l’exil du chah Mohammad Reza Pahlavi, puis à appuyer le gouvernement civil dirigé par Chapour Bakhtiar, dernier Premier ministre de l’ère impériale. Toutefois, le 11 février 1979, face à l’aggravation des insurrections populaires à Téhéran et dans d’autres villes, Gharabaghi, conjointement avec vingt-deux autres officiers supérieurs, se désista de son soutien à Bakhtiar. Cette défection, implicite mais décisive, contribua à la chute du cabinet en place et facilita l’avènement du nouveau régime révolutionnaire, la République islamique. 
Gharabaghi fut ensuite désigné procureur auprès du Tribunal révolutionnaire islamique, instance judiciaire ayant prononcé des condamnations à mort contre de nombreux dignitaires du régime impérial,. Toutefois, en raison des dissensions en Azerbaïdjan, ses relations avec l’ayatollah Khomeini se dégradèrent sensiblement en 1979, le contraignant à fuir Téhéran. Bien que recherché activement par les autorités révolutionnaires, celles-ci ne parvinrent jamais à le capturer. 
En décembre 1979, un rapport révéla la conviction du chah, alors en exil, que les conciliabules tenus en janvier de la même année entre le général américain Robert E. Huyser et Mehdi Bazargan, émissaire de Khomeini, avaient été orchestrés par le général Abbas Gharabaghi. Le monarque déchu alla jusqu’à imputer à ce dernier une forfaiture, l’accusant d’avoir tramé une machination déloyale au profit des opposants.  

### Ouvrages
Gharabaghi a consigné son témoignage sur la révolution iranienne dans deux ouvrages : Haghayegh Darbareye Bohran-e Iran (« Faits sur la crise iranienne », 1983) et Che Shod Ke Chonan Shod? (« Comment en est-on arrivé là ? », 1999). Il y avance que sa décision de proclamer la « neutralité » des forces armées constitua l’un des facteurs décisifs dans la victoire finale de la Révolution islamique.
Dans son ouvrage inaugural, Gharabaghi manifeste une adhésion indéfectible et une fidélité sans équivoque envers le chah. Il y brosse un tableau circonstancié du désordre qui prévalait au sein de l’institution militaire durant les ultimes jours du régime, imputant la déchéance de celui-ci au Premier ministre Bakhtiar, tenu pour responsable de sa chute. L’auteur justifie son choix de proclamer la « neutralité » des forces armées comme l’unique issue raisonnable dans un contexte de déliquescence institutionnelle, arguant qu’elle permit d’éviter un bain de sang plus ample. Il fustige par ailleurs Bakhtiar, le qualifiant de félon pour son rôle dans les événements.

## Mort
Gharabaghi s’éteignit en  2000. Sa sépulture se trouve au cimetière du Père-Lachaise, à Paris. 